# Бусовогорская улица
Бусовогорская улица (до 2022 года — улица Николая Гастелло) (укр. Бусовогірська вулиця) — улица в Печерском районе города Киева, местности Зверинец, Бусове поле. Пролегает от Дубенской улицы к Тимирязевскому переулку.

## История
Улица возникла во 2-й половине XIX века под названием Омелютинський переулок (от фамилии землевладельца — Омелютин). 
5 июля 1955 года Омелютинський переулок был преобразован в улицу под названием улица Николая Гастелло — в честь советского военного летчика Героя Советского Союза Николая Гастелло.
В процессе дерусификации городских объектов, 10 ноября 2022 года улица получила современное название — в честь исторической местности Бусове поле